# Achille Emana
Achille Emana Edzimbi (Yaoundé, 5 giugno 1982) è un ex calciatore camerunese, di ruolo centrocampista.
È soprannominato La Pantera di Yaoundé.

## Caratteristiche tecniche
Dotato di un'ottima visione di gioco, può giocare in tutti i ruoli del centrocampo, come ad esempio incontrista, esterno o trequartista.

## Carriera

### Club

#### Inizi
Fino al 1999 gioca nella squadra camerunese Babimbi Douala, poi all'età di 17 anni parte per l'Europa, arrivando alle giovanili del Valencia, in Spagna, dove resta per due stagioni, vincendo anche una Coppa del Re delle giovanili.

#### Tolosa
Nel 2001 passa in Francia, al Tolosa dove resta per sette anni, fino al 2008. Il club è inizialmente nella terza serie francese dopo alcuni guai finanziari, ed Emana diventa immediatamente titolare, restando in tale stato sino al suo addio. Con la squadra centra due storiche promozioni consecutive nei suoi primi due anni (primo posto in Ligue 2), siglando in totale 5 gol.
Esordisce quindi in Ligue 1 nel 2003-2004 conquistando la salvezza con il 16º posto in classifica, mettendo a segno 3 reti. Nelle due stagioni successive il Tolosa si classifica 13º, con Emana che segna rispettivamente 3 e 2 gol.
Nella stagione 2006-2007 gioca la sesta annata francese, la quarta in Ligue 1: mette a segno 8 gol e trascina il Tolosa al terzo posto in classifica, valido per i preliminari di Champions League dell'anno successivo.
Ai preliminari di Champions il Tolosa gioca contro il Liverpool, finalista della Champions precedente, che elimina Emana e compagni. In campionato la squadra si salva dalla retrocessione per due punti sul Lens, classificandosi 17ª, il peggior risultato per Emana con la maglia del Tolosa. Il camerunese mette comunque a segno 7 gol.

#### Betis Siviglia
Il 22 luglio 2008 viene ingaggiato dal Betis Siviglia, con cui sottoscrive un contratto quadriennale. Segna la prima rete con i biancoverdi nella partita di campionato del 19 ottobre 2008 contro il Maiorca, vinta dal Betis Siviglia per 3-0. Al termine della stagione il club retrocede, ma Emana risulta il miglior marcatore della squadra pur essendo un centrocampista, avendo messo a segno 11 reti e fornito 7 assist.

#### Al-Hilal, Al-Ahli, Al-Wasl e Cruz Azul
Dopo tre stagioni in Spagna, il 10 agosto 2011 si trasferisce ai sauditi dell'Al-Hilal, firmando un contatto quadriennale.
Nel 2012 viene ceduto in prestito all'Al-Ahli, venendo successivamente acquistato a titolo definitivo.
Il 24 gennaio 2013 viene ceduto in prestito all'Al-Wasl, squadra rivale dell'Al-Ahli. Dopo soli sei mesi si trasferisce però al Cruz Azul, club militante nella massima serie messicana.

### Nazionale
Esordisce con la maglia dei leoni indomabili nel 2003, e subito partecipa alla Confederations Cup 2003 dove il Camerun arriva sino in finale. Nel 2004 non viene convocato per la Coppa d'Africa, mentre nel 2006 sì. In quel periodo è in secondo piano rispetto a centrocampisti come Salomon Olembé, Modeste M'Bami, Jean Makoun, Daniel Ngom Kome, Eric Djemba-Djemba.
Con l'arrivo in panchina di Otto Pfister, nella Coppa d'Africa 2008 è sempre titolare siglando anche una rete dopo un'azione personale nel 5-1 allo Zambia: è stata la prima rete in nazionale; scende in campo anche nella finale con l'Egitto, venendo sostituito al 56' sullo 0-0 della partita poi finita con la vittoria dei faraoni.
Nelle qualificazioni per il Mondiale 2010 segna una rete decisiva ai fini della qualificazione (la seconda in nazionale) contro il Capo Verde. Nella seconda fase di qualificazione sulla panchina della nazionale arriva Paul Le Guen, che trasforma Emana nell'ispiratore del gioco camerunese. Segna in seguito due reti: la prima è il gol del vantaggio nel 2-0 in Gabon, mentre la seconda è la rete del 3-0 sul Togo.
Nella Coppa d'Africa 2010 segna una rete direttamente da calcio d'angolo nella sconfitta ai quarti di finale con l'Egitto.
Viene convocato tra i 23 che partecipano alla fase finale del Mondiale 2010.

## Statistiche

### Presenze e reti nei club
Statistiche aggiornate al 30 gennaio 2012.
| Stagione        | Squadra          | Campionato      | Campionato | Campionato | Coppe nazionali | Coppe nazionali | Coppe nazionali | Coppe continentali | Coppe continentali | Coppe continentali | Altre coppe | Altre coppe | Altre coppe | Totale | Totale |
| Stagione        | Squadra          | Comp            | Pres       | Reti       | Comp            | Pres            | Reti            | Comp               | Pres               | Reti               | Comp        | Pres        | Reti        | Pres   | Reti   |
| --------------- | ---------------- | --------------- | ---------- | ---------- | --------------- | --------------- | --------------- | ------------------ | ------------------ | ------------------ | ----------- | ----------- | ----------- | ------ | ------ |
| 2001-2002       | Tolosa           | LFP             | 27         | 1          | CF              | -               | -               | -                  | -                  | -                  | -           | -           | -           | 11     | 0      |
| 2002-2003       | Tolosa           | LFP             | 32         | 3          | LFP             | -               | -               | -                  | -                  | -                  | -           | -           | -           | 26     | 1      |
| 2003-2004       | Tolosa           | LFP             | 31         | 2          | LFP             | -               | -               | -                  | -                  | -                  | -           | -           | -           | 27     | 2      |
| 2004-2005       | Tolosa           | LFP             | 34         | 2          | LFP             | -               | -               | -                  | -                  | -                  | -           | -           | -           | 26     | 1      |
| 2005-2006       | Tolosa           | LFP             | 37         | 6          | LFP             | -               | -               | -                  | -                  | -                  | -           | -           | -           | 27     | 2      |
| 2006-2007       | Tolosa           | LFP             | 34         | 8          | LFP             | -               | -               | -                  | -                  | -                  | -           | -           | -           | 26     | 1      |
| 2007-2008       | Tolosa           | LFP             | 36         | 6          | LFP             | -               | -               | -                  | -                  | -                  | -           | -           | -           | 27     | 2      |
| Totale Tolosa   | Totale Tolosa    | Totale Tolosa   | 231        | 28         |                 | -               | -               |                    | -                  | -                  |             | -           | -           | -      | -      |
| 2008-2009       | Betis            | PD              | 35         | 11         | CR              | 5               | 1               | -                  | -                  | -                  | -           | -           | -           | 40     | 12     |
| 2009-2010       | Betis            | SD              | 28         | 10         | CR              | 0               | 0               | -                  | -                  | -                  | -           | -           | -           | 28     | 10     |
| 2010-2011       | Betis            | SD              | 28         | 13         | CR              | 4               | 1               | -                  | -                  | -                  | -           | -           | -           | 32     | 14     |
| Totale Betis    | Totale Betis     | Totale Betis    | 91         | 34         |                 | 9               | 2               |                    | -                  | -                  |             | -           | -           | 100    | 36     |
| 2011-gen. 2012  | Al-Hilal         | SPL             | 11         | 4          | CPC             | 1               | 0               | ACL                | 0                  | 0                  | KCC         | 0           | 0           | 12     | 4      |
| 2012-2013       | Shabab Al-Ahli   | AL              | 23         | 6          | CEA             | -               | -               | -                  | -                  | -                  | -           | -           | -           | 23     | 6      |
| 2013            | Al-Wasl          | AL              | 11         | 3          | CEA             | -               | -               | -                  | -                  | -                  | -           | -           | -           | 11     | 3      |
| 2013-2014       | Cruz Azul        | PD              | 15         | 1          | -               | -               | -               | -                  | -                  | -                  | -           | -           | -           | 15     | 1      |
| 2014-2015       | Atlante          | PD              | 9          | 0          | CM              | -               | -               | CS                 | -                  | -                  | -           | -           | -           | 9      | 0      |
| 2015-2016       | Gimnàstic        | LFP             | 37         | 9          | CR              | -               | -               | -                  | -                  | -                  | -           | -           | -           | 37     | 9      |
| 2016            | Tokushima Vortis | J1              | ?          | ?          | CG+CdL          | -               | -               | -                  | -                  | -                  | -           | -           | -           | ?      | ?      |
| 2017            | Gimnàstic        | LFP             | 15         | 4          | CR              | -               | -               | -                  | -                  | -                  | -           | -           | -           | 15     | 4      |
| 2017-2018       | Mumbai City      | ISL             | 18         | 3          | CFI             | -               | -               | -                  | -                  | -                  | -           | -           | -           | 18     | 3      |
| 2018            | Gerena           | LFB             | ?          | ?          | CR              | -               | -               | -                  | -                  | -                  | -           | -           | -           | ?      | ?      |
| 2019-           | S.S. Reyes       | LFB             | 8          | 0          | CR              | -               | -               | -                  | -                  | -                  | -           | -           | -           | 8      | 0      |
| Totale carriera | Totale carriera  | Totale carriera | 469        | 92         |                 | -               | -               |                    | -                  | -                  |             | -           | -           | -      | -      |

### Cronologia presenze e reti in nazionale
| Cronologia completa delle presenze e delle reti in nazionale ― Camerun | Cronologia completa delle presenze e delle reti in nazionale ― Camerun | Cronologia completa delle presenze e delle reti in nazionale ― Camerun | Cronologia completa delle presenze e delle reti in nazionale ― Camerun | Cronologia completa delle presenze e delle reti in nazionale ― Camerun | Cronologia completa delle presenze e delle reti in nazionale ― Camerun | Cronologia completa delle presenze e delle reti in nazionale ― Camerun | Cronologia completa delle presenze e delle reti in nazionale ― Camerun |
| Data                                                                   | Città                                                                  | In casa                                                                | Risultato                                                              | Ospiti                                                                 | Competizione                                                           | Reti                                                                   | Note                                                                   |
| ---------------------------------------------------------------------- | ---------------------------------------------------------------------- | ---------------------------------------------------------------------- | ---------------------------------------------------------------------- | ---------------------------------------------------------------------- | ---------------------------------------------------------------------- | ---------------------------------------------------------------------- | ---------------------------------------------------------------------- |
| 11-2-2003                                                              | Châteauroux                                                            | Camerun                                                                | 0 – 3                                                                  | Costa d'Avorio                                                         | Amichevole                                                             | -                                                                      | 46’                                                                    |
| 23-6-2003                                                              | Saint-Denis                                                            | Camerun                                                                | 0 – 0                                                                  | Stati Uniti                                                            | Conf. Cup 2003 - 1º turno                                              | -                                                                      | 75’                                                                    |
| 29-6-2003                                                              | Saint-Denis                                                            | Camerun                                                                | 0 – 1 dts                                                              | Francia                                                                | Conf. Cup 2003 - Finale                                                | -                                                                      | 90+1’                                                                  |
| 28-4-2004                                                              | Sofia                                                                  | Bulgaria                                                               | 3 – 0                                                                  | Camerun                                                                | Amichevole                                                             | -                                                                      | 78’                                                                    |
| 18-6-2004                                                              | Misurata                                                               | Libia                                                                  | 0 – 0                                                                  | Camerun                                                                | Qual. Mondiali 2006                                                    | -                                                                      | 60’                                                                    |
| 9-2-2005                                                               | Créteil                                                                | Camerun                                                                | 1 – 0                                                                  | Senegal                                                                | Amichevole                                                             | -                                                                      |                                                                        |
| 15-11-2005                                                             | Alès                                                                   | Camerun                                                                | 0 – 0                                                                  | Marocco                                                                | Amichevole                                                             | -                                                                      | 46’                                                                    |
| 21-1-2006                                                              | Il Cairo                                                               | Camerun                                                                | 3 – 1                                                                  | Angola                                                                 | Coppa d'Africa 2006 - 1º turno                                         | -                                                                      | 89’                                                                    |
| 29-1-2006                                                              | Il Cairo                                                               | RD del Congo                                                           | 0 – 2                                                                  | Camerun                                                                | Coppa d'Africa 2006 - 1º turno                                         | -                                                                      | 64’                                                                    |
| 24-3-2007                                                              | Yaoundé                                                                | Camerun                                                                | 3 – 1                                                                  | Liberia                                                                | Qual. Coppa d'Africa 2008                                              | -                                                                      | 51’                                                                    |
| 22-1-2008                                                              | Kumasi                                                                 | Camerun                                                                | 2 – 4                                                                  | Egitto                                                                 | Coppa d'Africa 2008 - 1º turno                                         | -                                                                      | 46’                                                                    |
| 26-1-2008                                                              | Kumasi                                                                 | Zambia                                                                 | 1 – 5                                                                  | Camerun                                                                | Coppa d'Africa 2008 - 1º turno                                         | 1                                                                      | 77’                                                                    |
| 30-1-2008                                                              | Tamale                                                                 | Camerun                                                                | 3 – 0                                                                  | Sudan                                                                  | Coppa d'Africa 2008 - 1º turno                                         | -                                                                      | 52’                                                                    |
| 4-2-2008                                                               | Tamale                                                                 | Tunisia                                                                | 2 – 3 dts                                                              | Camerun                                                                | Coppa d'Africa 2008 - Quarti di finale                                 | -                                                                      | 62’                                                                    |
| 7-2-2008                                                               | Accra                                                                  | Ghana                                                                  | 0 – 1                                                                  | Camerun                                                                | Coppa d'Africa 2008 - Semifinale                                       | -                                                                      | 77’                                                                    |
| 10-2-2008                                                              | Accra                                                                  | Camerun                                                                | 0 – 1                                                                  | Egitto                                                                 | Coppa d'Africa 2008 - Finale                                           | -                                                                      | 57’                                                                    |
| 31-5-2008                                                              | Yaoundé                                                                | Camerun                                                                | 2 – 0                                                                  | Capo Verde                                                             | Qual. Mondiali 2010                                                    | -                                                                      | 89’                                                                    |
| 14-6-2008                                                              | Dar es Salaam                                                          | Tanzania                                                               | 0 – 0                                                                  | Camerun                                                                | Qual. Mondiali 2010                                                    | -                                                                      | 71’                                                                    |
| 21-6-2008                                                              | Yaoundé                                                                | Camerun                                                                | 2 – 1                                                                  | Tanzania                                                               | Qual. Mondiali 2010                                                    | -                                                                      | 65’                                                                    |
| 6-9-2008                                                               | Praia                                                                  | Capo Verde                                                             | 1 – 2                                                                  | Camerun                                                                | Qual. Mondiali 2010                                                    | 1                                                                      | 46’                                                                    |
| 11-10-2008                                                             | Yaoundé                                                                | Camerun                                                                | 5 – 0                                                                  | Mauritius                                                              | Qual. Mondiali 2010                                                    | -                                                                      | 46’                                                                    |
| 7-6-2009                                                               | Yaoundé                                                                | Camerun                                                                | 0 – 0                                                                  | Marocco                                                                | Qual. Mondiali 2010                                                    | -                                                                      | 68’                                                                    |
| 13-6-2009                                                              | Abidjan                                                                | Costa d'Avorio                                                         | 2 – 1                                                                  | Camerun                                                                | Amichevole                                                             | -                                                                      | Ingresso                                                               |
| 12-8-2009                                                              | Klagenfurt am Wörthersee                                               | Austria                                                                | 0 – 2                                                                  | Camerun                                                                | Amichevole                                                             | -                                                                      |                                                                        |
| 5-9-2009                                                               | Libreville                                                             | Gabon                                                                  | 0 – 2                                                                  | Camerun                                                                | Qual. Mondiali 2010                                                    | 1                                                                      | 24’                                                                    |
| 9-9-2009                                                               | Yaoundé                                                                | Camerun                                                                | 2 – 1                                                                  | Gabon                                                                  | Qual. Mondiali 2010                                                    | -                                                                      | 85’                                                                    |
| 10-10-2009                                                             | Yaoundé                                                                | Camerun                                                                | 3 – 0                                                                  | Togo                                                                   | Qual. Mondiali 2010                                                    | 1                                                                      |                                                                        |
| 14-11-2009                                                             | Fes                                                                    | Marocco                                                                | 0 – 2                                                                  | Camerun                                                                | Qual. Mondiali 2010                                                    | -                                                                      | 68’                                                                    |
| 9-1-2010                                                               | Nairobi                                                                | Kenya                                                                  | 1 – 3                                                                  | Camerun                                                                | Amichevole                                                             | 1                                                                      |                                                                        |
| 13-1-2010                                                              | Lubango                                                                | Camerun                                                                | 0 – 1                                                                  | Gabon                                                                  | Coppa d'Africa 2010 - 1º turno                                         | -                                                                      |                                                                        |
| 17-1-2010                                                              | Lubango                                                                | Zambia                                                                 | 2 – 3                                                                  | Camerun                                                                | Coppa d'Africa 2010 - 1º turno                                         | -                                                                      | 76’                                                                    |
| 25-1-2010                                                              | Benguela                                                               | Egitto                                                                 | 3 – 1 dts                                                              | Camerun                                                                | Coppa d'Africa 2010 - Quarti di finale                                 | -                                                                      | 88’                                                                    |
| 3-3-2010                                                               | Monaco                                                                 | Italia                                                                 | 0 – 0                                                                  | Camerun                                                                | Amichevole                                                             | -                                                                      | 46’                                                                    |
| 29-5-2010                                                              | Klagenfurt                                                             | Camerun                                                                | 1 – 1                                                                  | Slovacchia                                                             | Amichevole                                                             | -                                                                      | 73’                                                                    |
| 1-6-2010                                                               | Covilhã                                                                | Portogallo                                                             | 3 – 1                                                                  | Camerun                                                                | Amichevole                                                             | -                                                                      | 62’                                                                    |
| 5-6-2010                                                               | Belgrado                                                               | Serbia                                                                 | 4 – 3                                                                  | Camerun                                                                | Amichevole                                                             | -                                                                      | 47’                                                                    |
| 14-6-2010                                                              | Bloemfontein                                                           | Giappone                                                               | 1 – 0                                                                  | Camerun                                                                | Mondiali 2010 - 1º turno                                               | -                                                                      |                                                                        |
| 19-6-2010                                                              | Pretoria                                                               | Camerun                                                                | 1 – 2                                                                  | Danimarca                                                              | Mondiali 2010 - 1º turno                                               | -                                                                      | 79’                                                                    |
| 7-6-2011                                                               | Salisburgo                                                             | Russia                                                                 | 0 – 0                                                                  | Camerun                                                                | Amichevole                                                             | -                                                                      | 46’                                                                    |
| 8-9-2012                                                               | Praia                                                                  | Capo Verde                                                             | 2 – 0                                                                  | Camerun                                                                | Qual. Coppa d'Africa 2013                                              | -                                                                      | 46’                                                                    |
| 14-10-2012                                                             | Yaoundé                                                                | Camerun                                                                | 2 – 1                                                                  | Capo Verde                                                             | Qual. Coppa d'Africa 2013                                              | 1                                                                      | 79’                                                                    |
| 14-11-2012                                                             | Ginevra                                                                | Albania                                                                | 0 – 0                                                                  | Camerun                                                                | Amichevole                                                             | -                                                                      | 56’                                                                    |
| 23-3-2013                                                              | Yaoundé                                                                | Camerun                                                                | 2 – 1                                                                  | Togo                                                                   | Qual. Mondiali 2014                                                    | -                                                                      | 56’                                                                    |
| Totale                                                                 |                                                                        | Presenze                                                               | 43                                                                     |                                                                        | Reti                                                                   | 6                                                                      |                                                                        |